# والتر سميث الثالث
والتر سميث الثالث (بالإنجليزية: Walter Smith III)‏ هو عازف جاز أمريكي، ولد في 24 سبتمبر 1980 في هيوستن في الولايات المتحدة.

## وصلات خارجية
- الموقع الرسمي
- والتر سميث الثالث على موقع ميوزك برينز (الإنجليزية)
- والتر سميث الثالث على موقع أول ميوزيك (الإنجليزية)
- والتر سميث الثالث على موقع ديسكوغز (الإنجليزية)